# Taiwan LPGA Tour 2013
De Taiwan LPGA Tour 2013 was het elfde seizoen van de Taiwan LPGA Tour, sinds 2003. Het seizoen begon met het TLPGA & Royal Open, in januari 2013, en eindigde met de Swinging Skirt World Ladies Masters, in december 2013. Er stonden zeventien toernooien op de kalender.

## Kalender
| Data  | Data  | Toernooi                             | Stad      | Winnaar             | Score | Score | Info           |
| ----- | ----- | ------------------------------------ | --------- | ------------------- | ----- | ----- | -------------- |
| 11-01 | 13-01 | TLPGA & Royal Open                   | Hsinchu   | Tithi Plucksataporn | 210   | –6    |                |
| 18-01 | 20-01 | Hitachi Ladies Classic               | Taoyuan   | Pornanong Phatlum   | 210   | –6    |                |
| 24-01 | 26-01 | Yeang Der TLPGA Ladies Open          | Linkou    | Phoebe Yao po       | 209   | –7    |                |
| 14-03 | 15-03 | TLPGA Heritage Tour                  | Yangmei   | Chang Hsuan-Ping    | 141   | –3    |                |
| 11-04 | 13-04 | Japan Yumeya Dream Cup               | Nagoya    | Yumika Adachi       | 210   | –6    |                |
| 31-05 | 02-06 | Japan Yumeya Dream Cup               | Hsinchu   | Yu-Huei Lu          | 221   | +5    |                |
| 10-06 | 11-06 | Chung Cheng Heritage Tour            | Guishan   | Liu Yi-Chen         | 147   | +3    | Nieuw toernooi |
| 04-07 | 05-07 | TLPGA & Wu Fong Heritage Tour        | Taichung  | Shih Huei-Ju        | 145   | +1    |                |
| 19-07 | 21-07 | Chung Cheng Ladies Open              | Guishan   | Cheng Shih-Chia am  | 209   | –7    | Nieuw toernooi |
| 24-07 | 26-07 | KENDA Tires TLPGA Open               | Linkou    | Ainil Abu Bakar     | 212   | –4    | Nieuw toernooi |
| 19-09 | 21-09 | CTBC Ladies Open                     | Taoyuan   | Kim Do-yeon         | 225   | +9    |                |
| 27-09 | 29-09 | Fubon Ladies Open                    | Taoyuan   | Ssu-Chia Lin        | 212   | –4    |                |
| 03-10 | 04-10 | TLPGA & Tsai Hsing Heritage Tour     | Hsinchu   | Cheng Yi-Yu         | 141   | –3    |                |
| 24-10 | 27-10 | Sunrise Taiwan LPGA                  | Taoyuan   | Suzann Pettersen    | 279   | –9    |                |
| 13-11 | 15-11 | South Taiwan Open                    | Kaohsiung | Yu-Huei Lu          | 206   | –10   |                |
| 19-11 | 20-11 | Chung Cheng Heritage Tour            | Guishan   | Lu Ya-Huei          | 143   | –1    | Nieuw toernooi |
| 05-12 | 08-12 | Swinging Skirts World Ladies Masters | Linkou    | Lydia Ko            | 205   | –11   | Nieuw toernooi |

| po = winnares na play-off |